# Умберт I (дофин Вьеннский)
Умберт I (фр. Humbert I de la Tour; умер 12 апреля 1307) — барон де Ла Тур (1269—1307), дофин Вьеннский, граф д’Альбон, де Гренобль, д’Уазан, де Бриансон (1282—1307).
Сын Альберта III де ла Тур и Беатрисы де Колиньи. В 1269 году после смерти старшего брата Альберта IV унаследовал сеньорию Ла Тур.
В 1273 году женился на Анне, дочери дофина Вьеннского Гига VII. После смерти в 1282 году бездетного брата Анны Жана I его владения отошли к Анне и Умберту.
Став дофином, Умберт был вынужден вести продолжительную пограничную войну с соседями — правителями Савойи Филиппом I и Амадеем V. В итоге графы Савойские добились отлучения Умберта от церкви.
Окончил жизнь в картезианском монастыре, передав владения своему старшему сыну Жану II.

## Брак и дети
В браке с Анной Вьеннской родились:
- Жан II (ум.1319), дофин Вьеннский
- Гуго (ум. 1329), барон де Фосиньи
- Гиг (ум. 1319), сеньор де Монтобан
- Алиса (ум. 1309), супруга Жана I, графа де Форе (ум. 1333)
- Мария, супруга Аймара де Пуатье-Валентинуа (ум. 1324)
- Маргарита, супруга Фридриха I, маркграфа Салуццо (ум. 1336)
- Беатриса (ум. 1347), супруга Гуго I де Шалон-Арле
- Генрих (1296—1349), епископ Меца
- Екатерина (ум. 1337), супруга Филиппа I, князя Пьемонта, Ахейи и Мореи (1278—1334)